# Jean Rey
Jean Rey (Lieja, Bèlgica 1902 - íd. 1983) fou un polític i advocat belga que fou el 2n President de la Comissió Europea entre 1967 i 1970.

## Biografia
Va néixer el 15 de juliol de 1902 a la ciutat de Lieja, fill d'un pastor protestant. Va estudiar dret a la Universitat de Lieja, aconseguint el seu doctorat el 1926, i desenvolupant la seva carrera d'advocat a la Cort d'apel·lacions de la seva ciutat natal.
Va morir el 19 de maig de 1983 a la seva residència de Lieja.

## Activitat política

### Política nacional
Membre d'Action Wallonne, el 1936 s'oposà a la política de neutralitat belga durant el govern de Leopold III de Bèlgica. Durant la Segona Guerra Mundial fou empresonat. Un cop acabada la guerra l'any 1945 participà en el Congrés Nacional Való i fou membre de Wallonie Libre, que el 1947 es pronuncià a favor de crear un estat federal a Bèlgica.
Membre del Partit Reformista Liberal, l'any 1949 fou nomenat Ministre per a la Reconstrucció, càrrec que ocupà fins al 1950, i entre 1954 i 1958 fou Ministre d'Afers Econòmics en el govern d'Achille Van Acker.

### Política europea
Interessat i en el desenvolupament de la Comunitat Europea del Carbó i de l'Acer (CECA) i promotor de la creació de la Comunitat Econòmica Europea (CEE) i de la Comunitat Europea de l'Energia Atòmica (EURATOM), entre 1958 i 1967 fou membre de la Comissió de la CEE esdevenint Comissari Europeu de Relacions Exteriors sota la presidència de Walter Hallstein. El juliol de 1967 fou nomenat President de la Comissió Europea, càrrec que ocupà fins al 1970.
El 1976 es passà al Partit de les Reformes i la Llibertat a Valònia i el 1979 en fou escollit eurodiputat al Parlament Europeu.